# Цикл женских турниров ITF 2010 (июль — сентябрь)
Цикл женских турниров ITF 2010 (англ. 2010 ITF Women's Circuit) — ежегодный женский тур профессиональных теннисистов, проводимый Международной федерацией тенниса.
Статья содержит результаты третьей четверти года — с июля по сентябрь.

## Расписание

### Легенда
| Призовой фонд |
| 100.000 USD   |
| 75.000 USD    |
| 50.000 USD    |
| 25.000 USD    |
| 10.000 USD    |

### Июль
| Дата начала | Турнир                                                                      | Чемпионки (Счёт финала)                                  | Финалистки                                             |
| ----------- | --------------------------------------------------------------------------- | -------------------------------------------------------- | ------------------------------------------------------ |
| 5 июля      | Брюссель, Бельгия $10,000 — Грунт Турнир 2010                               | Констанс Сибиль 6-2 6-1                                  | Катарина Негрин                                        |
| 5 июля      | Брюссель, Бельгия $10,000 — Грунт Турнир 2010                               | Василиса Давыдова Элина Гасанова 7-5 6-2                 | Маркелла Кук Йосанна ван Беннеком                      |
| 5 июля      | Паттайя, Таиланд $10,000 — Хард Турнир 2010                                 | Сихо Акита 6-3 6-4                                       | Нуднида Луангнам                                       |
| 5 июля      | Паттайя, Таиланд $10,000 — Хард Турнир 2010                                 | Чэнь И Сакико Симидзу 6-3 7-6(2)                         | Джесси Ромпис Варатчая Вонгтинчай                      |
| 5 июля      | Прокупле, Сербия $10,000 — Грунт Турнир 2010                                | Вивьен Юхасова 6-2 3-6 6-0                               | Ингрид-Александра Раду                                 |
| 5 июля      | Прокупле, Сербия $10,000 — Грунт Турнир 2010                                | Каролина Йованович Полона Реберсак 3-6 6-2 [10-2]        | Вивьен Юхасова Тереза Маликова                         |
| 5 июля      | Токио, Япония $10,000 — Ковёр Турнир 2010                                   | Каори Ониси 4-6 6-4 6-1                                  | Мари Танака                                            |
| 5 июля      | Токио, Япония $10,000 — Ковёр Турнир 2010                                   | Маки Арай Майко Иноуэ 6-2 7-5                            | Айри Хагимото Каори Ониси                              |
| 5 июля      | Турин, Италия $10,000 — Грунт Турнир 2010                                   | Габриэла Полито 6-4 7-6(3)                               | Каролина Пильот                                        |
| 5 июля      | Турин, Италия $10,000 — Грунт Турнир 2010                                   | Элиза Бальзамо Валентина Сульпицио 7-5 6-3               | Аличе Балдуччи Мартина Качотти                         |
| 5 июля      | Ашаффенбург, Германия $25,000 — Грунт Турнир 2010                           | Мэдэлина Гожня 6-1 6-0                                   | Каролин Гарсия                                         |
| 5 июля      | Ашаффенбург, Германия $25,000 — Грунт Турнир 2010                           | Теодора Мирчич Эрика Сэма 7-6(4) 2-6 [10-8]              | Елена Богдан Андреа Кох Бенвенуто                      |
| 5 июля      | Фучжоу, Китай $25,000 — Хард Турнир 2010                                    | Чжань Юнжань 6-2 6-4                                     | Ли Джин-А                                              |
| 5 июля      | Фучжоу, Китай $25,000 — Хард Турнир 2010                                    | Лю Шаочжо Сюй Ифань 3-6 6-1 [10-2]                       | Гао Шаоюань Аяка Маэкава                               |
| 5 июля      | Вальядолид, Испания $25,000 — Хард Турнир 2010                              | Чагла Бююкакчай 7-6(2) 6-3                               | Чжан Лин                                               |
| 5 июля      | Вальядолид, Испания $25,000 — Хард Турнир 2010                              | Мелани Клаффнер Анна Смит 6-3 2-6 [10-7]                 | Йера Кампос-Молина Летисия Костас-Морейра              |
| 5 июля      | Грейпвайн, США $50,000 — Хард Турнир 2010                                   | Джейми Хэмптон 6-3 6-4                                   | Куруми Нара                                            |
| 5 июля      | Грейпвайн, США $50,000 — Хард Турнир 2010                                   | Линдсей Ли-Уотерс Меган Мултон-Леви 6-2 7-5              | Кимберли Куц Татьяна Лужанская                         |
| 5 июля      | Открытый чемпионат Биаррица Биарриц, Франция $100,000 — Грунт Турнир 2010   | Юлия Гёргес 6-2 6-2                                      | Софи Фергюсон                                          |
| 5 июля      | Открытый чемпионат Биаррица Биарриц, Франция $100,000 — Грунт Турнир 2010   | Шэрон Фичмен Юлия Гёргес 7-5 6-4                         | Лурдес Домингес-Лино Моника Никулеску                  |
| 12 июля     | Атланта, США $10,000 — Хард Турнир 2010                                     | Ирина Фалькони 6-1 6-4                                   | Элли Уилл                                              |
| 12 июля     | Атланта, США $10,000 — Хард Турнир 2010                                     | Кристи Фриллинг Юлия Глушко 6-2 2-6 [10-7]               | Ирина Фалькони Мария Санчес                            |
| 12 июля     | Касерес, Испания $10,000 — Хард Турнир 2010                                 | Чжан Лин 6-3 6-0                                         | Росио де ла Торре-Санчес                               |
| 12 июля     | Касерес, Испания $10,000 — Хард Турнир 2010                                 | Джада Хоппер Виктория Ларрьер 7-5 6-4                    | Хеорхина Гарсия-Перес Ким-Алице Грайдек                |
| 12 июля     | Касабланка, Марокко $10,000 — Грунт Турнир 2010                             | Мартина Балогова 7-5 6-7(4) 6-4                          | Фатима Эль Аллами                                      |
| 12 июля     | Касабланка, Марокко $10,000 — Грунт Турнир 2010                             | Лина Беннани Анаук Тигу 6-1 6-2                          | Лаура Апоаласа-Мирадевилья Монтсеррат Бласко-Фернандес |
| 12 июля     | Хатъяй, Таиланд $10,000 — Хард Турнир 2010                                  | Лавиния Тананта 6-4 3-6 6-0                              | Нуднида Луангнам                                       |
| 12 июля     | Хатъяй, Таиланд $10,000 — Хард Турнир 2010                                  | Рушми Чакраварти Пуяшри Венкатеша 6-3 7-6(10)            | Аю-Фани Дамаянти Лавиния Тананта                       |
| 12 июля     | Имола, Италия $10,000 — Ковёр Турнир 2010                                   | Джола Барбьери 6-1 6-1                                   | Вердьяна Верарди                                       |
| 12 июля     | Имола, Италия $10,000 — Ковёр Турнир 2010                                   | Николь Клерико Мария Мазини 6-4 6-1                      | Джола Барбьери Мария-Белен Корбалан                    |
| 12 июля     | Пьештяны, Словакия $10,000 — Грунт Турнир 2010                              | Зузана Залабска 3-6 6-3 6-0                              | Шанталь Шкамлова                                       |
| 12 июля     | Пьештяны, Словакия $10,000 — Грунт Турнир 2010                              | Вероника Домагала Паула Каня 6-1 6-1                     | Габриэла Горацкова Петра Крейсова                      |
| 12 июля     | Прокупле, Сербия $10,000 — Грунт Турнир 2010                                | Жофия Шушаньи 6-4 6-4                                    | Полина Виноградова                                     |
| 12 июля     | Прокупле, Сербия $10,000 — Грунт Турнир 2010                                | Камелия-Елена Христя Ионела-Андрея Йова 7-5 6-4          | Елена Дурисич Исабелла Шиникова                        |
| 12 июля     | Богота, Колумбия $25,000 — Грунт Турнир 2010                                | Паула Ормаэчеа 7-5 6-1                                   | Джулия Коэн                                            |
| 12 июля     | Богота, Колумбия $25,000 — Грунт Турнир 2010                                | Андреа Гамис Паула Ормаэчеа 5-7 6-4 [10-8]               | Майлен Ору Карен Эмилия Кастибланко Дуарте             |
| 12 июля     | Дармштадт, Германия $25,000 — Грунт Турнир 2010                             | Виталия Дьяченко 6-4 5-7 6-4                             | Юлия Шруфф                                             |
| 12 июля     | Дармштадт, Германия $25,000 — Грунт Турнир 2010                             | Виталия Дьяченко Лаура Зигемунд 4-6 6-1 [10-4]           | Ирина-Камелия Бегу Эрика Сэма                          |
| 12 июля     | Уокинг, Великобритания $25,000 — Хард Турнир 2010                           | Тимея Бабош 7-5 6-4                                      | Кэти О`Брайен                                          |
| 12 июля     | Уокинг, Великобритания $25,000 — Хард Турнир 2010                           | Тимея Бабош Эмма Лайне 6-2 6-2                           | Джоселин Рэй Эмелин Старр                              |
| 12 июля     | Звевегем, Бельгия $25,000 — Грунт Турнир 2010                               | Марина Заневская 7-6(4) 6-1                              | Софи Ойен                                              |
| 12 июля     | Звевегем, Бельгия $25,000 — Грунт Турнир 2010                               | Ришел Хогенкамп Валерия Савиных 6-3 3-6 [10-7]           | Ирина Хромачёва Марина Заневская                       |
| 12 июля     | Открытый чемпионат Вогез Контрексевиль, Франция $50,000 — Грунт Турнир 2010 | Елена Докич 4-6 6-3 6-1                                  | Оливия Санчес                                          |
| 12 июля     | Открытый чемпионат Вогез Контрексевиль, Франция $50,000 — Грунт Турнир 2010 | Нина Братчикова Екатерина Иванова 4-6 6-4 [10-3]         | Елена Докич Шэрон Фичмен                               |
| 19 июля     | Бразилиа, Бразилия $10,000 — Хард Турнир 2010                               | Паула Ормаэчеа 3-6 7-6(1) 7-6(6)                         | Ана-Клара Дуарте                                       |
| 19 июля     | Бразилиа, Бразилия $10,000 — Хард Турнир 2010                               | Ана-Клара Дуарте Фернанда Эрменежильду 6-2 6-4           | Моника Альбукерке Роксана Вайсемберг                   |
| 19 июля     | Бухарест, Румыния $10,000 — Грунт Турнир 2010                               | Кристина-Андрея Миту 7-5 7-5                             | Элора Дабижа                                           |
| 19 июля     | Бухарест, Румыния $10,000 — Грунт Турнир 2010                               | Диана Энаке Кристина-Андрея Миту 6-3 6-1                 | Десислава Младенова Далия Зафирова                     |
| 19 июля     | Касабланка, Марокко $10,000 — Грунт Турнир 2010                             | Унс Джабир 7-5 6-3                                       | Анна Моргина                                           |
| 19 июля     | Касабланка, Марокко $10,000 — Грунт Турнир 2010                             | Катарина Баранова Унс Джабир 6-3 6-3                     | Галина Фокина Анна Моргина                             |
| 19 июля     | Эвансвилл, США $10,000 — Хард Турнир 2010                                   | Габриэла Пас 6-4 6-0                                     | Чичи Шоль                                              |
| 19 июля     | Эвансвилл, США $10,000 — Хард Турнир 2010                                   | Бринн Борен Сабрина Сантамария 6-3 6-4                   | Анастасия Харченко Габриэла Пас                        |
| 19 июля     | Хорб-на-Неккаре, Германия $10,000 — Грунт Турнир 2010                       | Михаэла Гончова 6-4 6-2                                  | Аннализа Бона                                          |
| 19 июля     | Хорб-на-Неккаре, Германия $10,000 — Грунт Турнир 2010                       | Симона Добра Луция Кригсманнова 4-6 7-6(5) [10-8]        | Корина Перкович Анна Цая                               |
| 19 июля     | Кнокке, Бельгия $10,000 — Грунт Турнир 2010                                 | Ангелика ван дер Мет 6-2 6-0                             | Софи Ойен                                              |
| 19 июля     | Кнокке, Бельгия $10,000 — Грунт Турнир 2010                                 | Бернис ван де Вельде Ангелика ван дер Мет 6-1 6-3        | Элина Буйкенс Ники ван Дейк                            |
| 19 июля     | Ла-Пас, Боливия $10,000 — Грунт Турнир 2010                                 | Карен Эмилия Кастибланко Дуарте 6-4 6-3                  | Даниэла Сегель                                         |
| 19 июля     | Ла-Пас, Боливия $10,000 — Грунт Турнир 2010                                 | Карен Эмилия Кастибланко Дуарте Эстефания Доннет 6-4 6-3 | Джанина Миньери Камила Сильва                          |
| 19 июля     | Харьков, Украина $25,000 — Грунт Турнир 2010                                | Татия Микадзе 6-7(5) 6-2 6-4                             | Наталья Рыжонкова                                      |
| 19 июля     | Харьков, Украина $25,000 — Грунт Турнир 2010                                | Катерина Козлова Элина Свитолина 6-3 7-5                 | Валентина Ивахненко Алёна Сотникова                    |
| 19 июля     | Ла-Корунья, Испания $25,000 — Хард Турнир 2010                              | Летисия Костас-Морейра 1-6 6-4 6-3                       | Мария-Тереса Торро-Флор                                |
| 19 июля     | Ла-Корунья, Испания $25,000 — Хард Турнир 2010                              | Джада Хоппер Виктория Ларрьер 7-6(6) 6-1                 | Летисия Костас-Морейра Инес Феррер-Суарес              |
| 19 июля     | Ле-Контамин-Монжуа, Франция $25,000 — Хард Турнир 2010                      | Андреа Главачкова 7-5 0-6 6-4                            | Елица Костова                                          |
| 19 июля     | Ле-Контамин-Монжуа, Франция $25,000 — Хард Турнир 2010                      | Джулия Гатто-Монтиконе Федерика Кверча 7-5 7-5           | Клер Фёэрстен Констанс Сибиль                          |
| 19 июля     | Нонтхабури, Таиланд $25,000 — Хард Турнир 2010                              | Нуднида Луангнам 2-6 7-5 6-1                             | Томоко Ёнэмура                                         |
| 19 июля     | Нонтхабури, Таиланд $25,000 — Хард Турнир 2010                              | Акико Ёнэмура Томоко Ёнэмура 6-2 6-4                     | Ким Со Чон Рэми Тэдзука                                |
| 19 июля     | Ватерлоо, Канада $25,000 — Грунт Турнир 2010                                | Джулия Коэн 1-6 7-5 7-5                                  | Фатма Аль Набхани                                      |
| 19 июля     | Ватерлоо, Канада $25,000 — Грунт Турнир 2010                                | Элизабет Абанда Катарина Паливец Без игры                | Лорен Альбанезе Сюй Цзеюй                              |
| 19 июля     | Рексем, Великобритания $25,000 — Хард Турнир 2010                           | Хезер Уотсон 6-2 6-4                                     | Саня Мирза                                             |
| 19 июля     | Рексем, Великобритания $25,000 — Хард Турнир 2010                           | Тара Мур Франческа Стефенсон 2-6 6-3 [13-11]             | Эмма Лайне Саня Мирза                                  |
| 19 июля     | Лексингтон, США $50,000 — Хард Турнир 2010                                  | Куруми Нара 6-4 6-4                                      | Стефани Дюбуа                                          |
| 19 июля     | Лексингтон, США $50,000 — Хард Турнир 2010                                  | Бояна Бобушич Кристина Фузано 6-4 6-2                    | Жаклин Како Стори Твиди-Ейтс                           |
| 19 июля     | Roller Open Петанж, Люксембург $100,000 — Грунт Турнир 2010                 | Матильда Юханссон 6-3 6-3                                | Моника Никулеску                                       |
| 19 июля     | Roller Open Петанж, Люксембург $100,000 — Грунт Турнир 2010                 | Шэрон Фичмен Моника Никулеску 6-4 6-2                    | Софи Лефевр Лора Торп                                  |
| 26 июля     | Бре, Бельгия $10,000 — Грунт Турнир 2010                                    | Валерия Соловьёва 5-7 6-4 6-3                            | Миртиль Жоржес                                         |
| 26 июля     | Бре, Бельгия $10,000 — Грунт Турнир 2010                                    | Софи Ойен Деми Схюрс 6-0 6-1                             | Маркелла Кук Марина Мельникова                         |
| 26 июля     | Чизик, Великобритания $10,000 — Хард Турнир 2010                            | Тара Мур 6-3 6-4                                         | Эми Ботелл                                             |
| 26 июля     | Чизик, Великобритания $10,000 — Хард Турнир 2010                            | Джоселин Рей Эмелин Старр 6-1 6-4                        | Анна Фицпатрик Джада Уиндли                            |
| 26 июля     | Кочабамба, Боливия $10,000 — Грунт Турнир 2010                              | Лусия Хара-Лосано 3-6 6-3 7-5                            | Эстефания Доннет                                       |
| 26 июля     | Кочабамба, Боливия $10,000 — Грунт Турнир 2010                              | Жаннина Миньери Камила Силва 6-4 6-1                     | Карен Эмилия Кастибланко Дуарте Эстефания Доннет       |
| 26 июля     | Гардоне-Валь-Тромпия, Италия $10,000 — Грунт Турнир 2010                    | Анастасия Гримальская 6-0 6-2                            | Паола Чигуй                                            |
| 26 июля     | Гардоне-Валь-Тромпия, Италия $10,000 — Грунт Турнир 2010                    | Джоя Барбьери Анастасия Гримальская 6-2 6-2 [10-3]       | Юлия Стаматова Стефани Вонгсюти                        |
| 26 июля     | Джакарта, Индонезия $10,000 — Хард Турнир 2010                              | Тина Шихтль 6-3 6-4                                      | Лавиния Тананта                                        |
| 26 июля     | Джакарта, Индонезия $10,000 — Хард Турнир 2010                              | Джесси Ромпис Пуяшри Венкатеша 6-2 7-5                   | Юми Миядзаки Томоко Тайра                              |
| 26 июля     | Палич, Сербия $10,000 — Грунт Турнир 2010                                   | Зузана Злохова 6-1 — отказ                               | Мартина Гледачева                                      |
| 26 июля     | Палич, Сербия $10,000 — Грунт Турнир 2010                                   | Ясмина Кайтазович Зузана Злохова 6-1 4-6 [10-7]          | Мартина Гледачева Франческа Маццали                    |
| 26 июля     | Рабат, Марокко $10,000 — Грунт Турнир 2010                                  | Анастасия Мухаметова 6-2 6-0                             | Деспина Папамихаил                                     |
| 26 июля     | Рабат, Марокко $10,000 — Грунт Турнир 2010                                  | Анастасия Мухаметова Екатерина Никитина 6-3 5-7 [10-3]   | Анн-Валери Эвен Шейла Солсона-Каркосона                |
| 26 июля     | Сент-Джозеф, США $10,000 — Хард Турнир 2010                                 | Габриэла Пас 6-1 6-4                                     | Ноппаван Летчивакан                                    |
| 26 июля     | Сент-Джозеф, США $10,000 — Хард Турнир 2010                                 | Мария Санчес Эллен Цай 4-6 6-4 [10-5]                    | Ноппаван Летчивакан Габриэла Пас                       |
| 26 июля     | Тампере, Финляндия $10,000 — Грунт Турнир 2010                              | Ализе Лим 6-4 6-3                                        | Амандин Эсс                                            |
| 26 июля     | Тампере, Финляндия $10,000 — Грунт Турнир 2010                              | Ирина Кузьмина Диана Марцинкевич 6-4 6-2                 | Амандин Эсс Моника Тумова                              |
| 26 июля     | Алма-Ата, Казахстан $25,000 — Хард Турнир 2010                              | Ришел Хогенкамп 6-2 6-3                                  | София Шапатава                                         |
| 26 июля     | Алма-Ата, Казахстан $25,000 — Хард Турнир 2010                              | Альбина Хабибулина Ксения Палкина 6-4 6-4                | Юлия Бейгельзимер Эмили Уэбли-Смит                     |
| 26 июля     | Бад-Заульгау, Германия $25,000 — Грунт Турнир 2010                          | Ленка Юрикова 6-4 6-2                                    | Элизе Тамаэла                                          |
| 26 июля     | Бад-Заульгау, Германия $25,000 — Грунт Турнир 2010                          | Элизе Тамаэла Скарлетт Вернер 6-4 1-6 [10-7]             | Ана Йованович Анна Цая                                 |
| 26 июля     | Кампус-ду-Жордау, Бразилия $25,000 — Хард Турнир 2010                       | Аранса Салют 2-6 7-5 6-3                                 | Мария-Фернанда Альварес-Теран                          |
| 26 июля     | Кампус-ду-Жордау, Бразилия $25,000 — Хард Турнир 2010                       | Фернанда Фариа Паула Кристина Гонсалвес 6-3 6-2          | Моника Альбукерке Роксана Вайсемберг                   |
| 26 июля     | Виго, Испания $25,000 — Хард Турнир 2010                                    | Андреа Главачкова 6-2 6-0                                | Кэти О`Брайен                                          |
| 26 июля     | Виго, Испания $25,000 — Хард Турнир 2010                                    | Анаис Лорендон Анна Смит 6-3 6-1                         | София Квацабая Юстина Оцга                             |
| 26 июля     | Ruxandra Dragomir Open Бухарест, Румыния $75,000 — Грунт Турнир 2010        | Елена Докич 3-6 6-1 7-6(3)                               | Зузана Ондрашкова                                      |
| 26 июля     | Ruxandra Dragomir Open Бухарест, Румыния $75,000 — Грунт Турнир 2010        | Ирина-Камелия Бегу Елена Богдан 6-1 6-1                  | Мария Иригойен Флоренсия Молинеро                      |

### Август
| Дата начала | Турнир                                                                      | Чемпионки (Счёт финала)                                            | Финалистки                                            |
| ----------- | --------------------------------------------------------------------------- | ------------------------------------------------------------------ | ----------------------------------------------------- |
| 2 августа   | Газиантеп, Турция $10,000 — Хард Турнир 2010                                | Пемра Озген 6-4, 6-4                                               | Джада Хоппер                                          |
| 2 августа   | Газиантеп, Турция $10,000 — Хард Турнир 2010                                | Фатма Аль Набхани Магали де Латтре 6-3, 6-2                        | Джада Хоппер Даниэла Скиветти                         |
| 2 августа   | Илава, Польша $10,000 — Грунт Турнир 2010                                   | Зузана Злохова 7-6(2), 5-7, 6-2                                    | Катажина Кава                                         |
| 2 августа   | Илава, Польша $10,000 — Грунт Турнир 2010                                   | Мартина Борецкая Мартина Кубичикова 6-3, 6-1                       | Вероника Домагала Катажина Кава                       |
| 2 августа   | Ниигата, Япония $10,000 — Ковёр Турнир 2010                                 | Аки Ямасото 6-4, 6-7(3), 7-5                                       | Юрина Косино                                          |
| 2 августа   | Ниигата, Япония $10,000 — Ковёр Турнир 2010                                 | Акари Иноуэ Котоми Такахата 6-1, 6-4                               | Мики Миямура Аюми Ока                                 |
| 2 августа   | Ребек, Бельгия $10,000 — Грунт Турнир 2010                                  | Софи Ойен 4-6, 7-6(5), 6-2                                         | Аннализа Бона                                         |
| 2 августа   | Ребек, Бельгия $10,000 — Грунт Турнир 2010                                  | Эмили Баке Миртиль Жорж 6-3, 4-6, [11-9]                           | Кика Хогендорн Эльке Лемменс                          |
| 2 августа   | Санта-Крус-де-ла-Сьерра, Боливия $10,000 — Грунт Турнир 2010                | Камила Силва 6-1, 4-6, 6-1                                         | Мария-Фернанда Альварес-Теран                         |
| 2 августа   | Санта-Крус-де-ла-Сьерра, Боливия $10,000 — Грунт Турнир 2010                | Карен Эмилия Кастибланко Дуарте Эстефания Доннет 2-6, 6-0, [12-10] | Татьяна Буа Лусиана Сарменти                          |
| 2 августа   | Сан-Паулу, Бразилия $10,000 — Грунт Турнир 2010                             | Шанель Симмондс 6-2, 3-6, 6-1                                      | Роксана Вайсемберг                                    |
| 2 августа   | Сан-Паулу, Бразилия $10,000 — Грунт Турнир 2010                             | Моника Альбукерке Фернанда Эрменежильду 7-6(5), 6-4                | Фернанда Фариа Паула Кристина Гонсалвес               |
| 2 августа   | Савитайпале, Финляндия $10,000 — Грунт Турнир 2010                          | Ульрикке Эйкери 7-5, 6-4                                           | Пиа Суомалайнен                                       |
| 2 августа   | Савитайпале, Финляндия $10,000 — Грунт Турнир 2010                          | Александра Артамонова Диана Марцинкевич 6-2, 6-3                   | Нина Мюних-Сёгард Катарина Туохима                    |
| 2 августа   | Вена, Австрия $10,000 — Грунт Турнир 2010                                   | Луция Кригсманнова 6-3, 6-1                                        | Зузана Залабска                                       |
| 2 августа   | Вена, Австрия $10,000 — Грунт Турнир 2010                                   | Ивета Герлова Луция Кригсманнова 6-4, 7-5                          | Павла Смидова Зузана Залабска                         |
| 2 августа   | Баликпапан, Индонезия $25,000 — Хард Турнир 2010                            | Нуднида Луангнам 6-0, 3-6, 6-2                                     | Ан-Софи Местах                                        |
| 2 августа   | Баликпапан, Индонезия $25,000 — Хард Турнир 2010                            | Аю-Фани Дамаянти Лавиния Тананта 6-4, 7-5                          | Чжань Хаоцин Гао Шаоюань                              |
| 2 августа   | Хехинген, Германия $25,000 — Грунт Турнир 2010                              | Магда Линетт 7-5, 3-6, 6-2                                         | Сильвия Солер Эспиноса                                |
| 2 августа   | Хехинген, Германия $25,000 — Грунт Турнир 2010                              | Ирина-Камелия Бегу Анаис Лорендон 6-4, 6-4                         | Юлия Шруфф Эрика Сэма                                 |
| 2 августа   | Монтерони-д'Арбия, Италия $25,000 — Грунт Турнир 2010                       | Лиана-Габриэла Унгур 7-5, 6-1                                      | Анна Флорис                                           |
| 2 августа   | Монтерони-д'Арбия, Италия $25,000 — Грунт Турнир 2010                       | Клаудиа Джовине Валентина Сульпицио 6-2, 4-6, [10-5]               | Эвелин Майр Джулия Майр                               |
| 2 августа   | Москва, Россия $25,000 — Грунт Турнир 2010                                  | Екатерина Бычкова 6-2, 7-5                                         | Дарья Кустова                                         |
| 2 августа   | Москва, Россия $25,000 — Грунт Турнир 2010                                  | Надежда Гуськова Валерия Соловьёва 7-6(5), 6-3                     | Теодора Мирчич Мария Миркович                         |
| 2 августа   | Астана, Казахстан $50,000 — Хард Турнир 2010                                | Евгения Родина 4-6, 6-1, 6-4                                       | Екатерина Деголевич                                   |
| 2 августа   | Астана, Казахстан $50,000 — Хард Турнир 2010                                | Нина Братчикова Екатерина Иванова 6-4, 6-4                         | Юлиана Федак Анастасия Васильева                      |
| 2 августа   | Odlum Brown Vancouver Open Ванкувер, Канада $75,000 — Хард Турнир 2010      | Елена Докич 6-1, 6-4                                               | Виржини Раззано                                       |
| 2 августа   | Odlum Brown Vancouver Open Ванкувер, Канада $75,000 — Хард Турнир 2010      | Чжан Кайчжэнь Хайди Эль Табах 3-6, 6-3, [10-4]                     | Ирина Фалькони Аманда Финк                            |
| 2 августа   | Beijing International Challenger Пекин, Китай $75,000 — Хард Турнир 2010    | Дзюнри Намигата 7-63, 6-3                                          | Чжан Шуай                                             |
| 2 августа   | Beijing International Challenger Пекин, Китай $75,000 — Хард Турнир 2010    | Сунь Шэннань Чжан Шуай 4-6, 6-2, [10-5]                            | Цзи Чуньмэй Лю Ваньтин                                |
| 9 августа   | Стамбул, Турция $10,000 — Хард Турнир 2010                                  | Пемра Озген 6-2 5-0 — отказ                                        | Магали де Латтре                                      |
| 9 августа   | Стамбул, Турция $10,000 — Хард Турнир 2010                                  | Башак Эрайдын Изабелла Шиникова 3-6, 6-3, [10-4]                   | Фатма Аль Набхани Магали де Латтре                    |
| 9 августа   | Итапарика, Бразилия $10,000 — Хард Турнир 2010                              | Роксана Вайсемберг 7-6(8) 6-3                                      | Ана-Клара Дуарте                                      |
| 9 августа   | Итапарика, Бразилия $10,000 — Хард Турнир 2010                              | Ана-Клара Дуарте Роксана Вайсемберг 6-2 6-0                        | Фернанда Эрменежильду Наталья Росси                   |
| 9 августа   | Локри, Италия $10,000 — Грунт Турнир 2010                                   | Валентина Сульпицио 6-1 6-0                                        | Мария-Белен Корбалан                                  |
| 9 августа   | Локри, Италия $10,000 — Грунт Турнир 2010                                   | Федерика ди Сарра Валентина Сульпицио 6-4, 6-2                     | Федерика Грациосо Аличе Саворетти                     |
| 9 августа   | Онешти, Румыния $10,000 — Грунт Турнир 2010                                 | Михаэла Бузарнеску 6-0, 6-1                                        | Ионела-Андрея Йова                                    |
| 9 августа   | Онешти, Румыния $10,000 — Грунт Турнир 2010                                 | Лаура-Иоана Андрей Михаэла Бузарнеску 7-6(7), 6-2                  | Камелия-Елена Христя Биляна Павлова-Димитрова         |
| 9 августа   | Коксейде, Бельгия $25,000 — Грунт Турнир 2010                               | Катажина Питер 6-4, 6-4                                            | Кики Бертенс                                          |
| 9 августа   | Коксейде, Бельгия $25,000 — Грунт Турнир 2010                               | Николь Клерико Юстина Оцга 5-7, 6-4, [10-6]                        | Лара Арруабаррена Мария-Тереса Торро-Флор             |
| 9 августа   | Таллин, Эстония $25,000 — Хард Турнир 2010                                  | Елена Бовина 6-4, 4-1 — отказ                                      | Энн Кеотавонг                                         |
| 9 августа   | Таллин, Эстония $25,000 — Хард Турнир 2010                                  | Эмма Лайне Мелани Саут 6-3, 6-4                                    | Лу Цзинцзин Сунь Шэннань                              |
| 9 августа   | Трнава, Словакия $25,000 — Грунт Турнир 2010                                | Сандра Заглавова 2-6, 6-3, 6-1                                     | Ленка Юрикова                                         |
| 9 августа   | Трнава, Словакия $25,000 — Грунт Турнир 2010                                | Луция Кригсманнова Ивета Герлова 6-2, 6-1                          | Михаэла Гончова Ленка Винерова                        |
| 9 августа   | Ферсмольд, Германия $25,000 — Грунт Турнир 2010                             | Магда Линетт 6-2, 7-5                                              | Ирина-Камелия Бегу                                    |
| 9 августа   | Ферсмольд, Германия $25,000 — Грунт Турнир 2010                             | Гана Бирнерова Эрика Сэма 6-2, 6-3                                 | Аминат Кушхова Ольга Панова                           |
| 9 августа   | Казань, Россия $50,000 — Хард Турнир 2010                                   | Анна Лапущенкова 6-1, 2-6, 7-6(4)                                  | Виталия Дьяченко                                      |
| 9 августа   | Казань, Россия $50,000 — Хард Турнир 2010                                   | Екатерина Деголевич Леся Цуренко 6-2, 6-3                          | Альбина Хабибулина Ксения Палкина                     |
| 16 августа  | Бухарест, Румыния $10,000 — Грунт Турнир 2010                               | Ингрид-Александра Раду 7-5, 1-6, 6-3                               | Михаэла Бузарнеску                                    |
| 16 августа  | Бухарест, Румыния $10,000 — Грунт Турнир 2010                               | Лаура-Иоана Андрей Михаэла Бузарнеску 6-1, 6-3                     | Диана Энаке Камелия-Елена Христя                      |
| 16 августа  | Чаковец, Хорватия $10,000 — Грунт Турнир 2010                               | Настя Колар 7-5, 6-4                                               | Паола Чигуй                                           |
| 16 августа  | Чаковец, Хорватия $10,000 — Грунт Турнир 2010                               | Настя Колар Полона Реберсак 6-0, 6-1                               | Катарина Баранова Симонка Парайова                    |
| 16 августа  | Инсбрук, Австрия $10,000 — Грунт Турнир 2010                                | Амра Садикович 6-4, 6-2                                            | Эллен Барри                                           |
| 16 августа  | Инсбрук, Австрия $10,000 — Грунт Турнир 2010                                | Виктория Ларрьер Эликсан Лешемия Без игры                          | Ксения Кнолль Амра Садикович                          |
| 16 августа  | Итапарика, Бразилия $10,000 — Хард Турнир 2010                              | Фернанда Эрменежильду 6-1, 6-7(5), 6-3                             | Роксана Вайсемберг                                    |
| 16 августа  | Итапарика, Бразилия $10,000 — Хард Турнир 2010                              | Наташа Лотуффо Роксана Вайсемберг 6-1, 6-2                         | Хулианна Барбоса Баселар Беатрис Мария Мартинс Секато |
| 16 августа  | Санкт-Петербург, Россия $10,000 — Грунт Турнир 2010                         | Надежда Гуськова 6-2, 7-6(5)                                       | Анна Арина Маренко                                    |
| 16 августа  | Санкт-Петербург, Россия $10,000 — Грунт Турнир 2010                         | Евгения Пашкова Мария Жаркова 6-4, 5-7, [11-9]                     | Валентина Ивахненко Мария Малахасян                   |
| 16 августа  | Тоди, Италия $10,000 — Грунт Турнир 2010                                    | Федерика ди Сарра 6-1, 6-3                                         | Лиза Мария Райхманн                                   |
| 16 августа  | Тоди, Италия $10,000 — Грунт Турнир 2010                                    | Лиза Сабино Мария-Летиция Завальи 0-6, 7-6(4), [10-8]              | Аличе Балдуччи Федерика Грациосо                      |
| 16 августа  | Вальштедт, Германия $10,000 — Грунт Турнир 2010                             | Барбара Собашкевич 6-0, 7-6(6)                                     | Корина Перкович                                       |
| 16 августа  | Вальштедт, Германия $10,000 — Грунт Турнир 2010                             | Ольга Брозда Наталья Колат 3-6, 6-3, [10-8]                        | Маркелла Кук Бернис ван де Вельде                     |
| 16 августа  | Вестенде, Бельгия $10,000 — Хард Турнир 2010                                | Йоханна Конта 6-1, 6-0                                             | Ники ван Дейк                                         |
| 16 августа  | Вестенде, Бельгия $10,000 — Хард Турнир 2010                                | Кверина Лемойне Деми Схюрс 3-6, 6-4, [10-4]                        | Ирина Хромачёва Алисон ван Эйтванк                    |
| 16 августа  | Оломоуц, Чехия $25,000 — Грунт Турнир 2010                                  | Патриция Майр 6-2, 6-4                                             | Джулия Майр                                           |
| 16 августа  | Оломоуц, Чехия $25,000 — Грунт Турнир 2010                                  | Сандра Клеменшиц Патриция Майр 6-3, 6-1                            | Ивета Герлова Луция Кригсманнова                      |
| 23 августа  | Брауншвейг, Германия $10,000 — Грунт Турнир 2010                            | Скарлетт Вернер 6-3, 6-0                                           | Аминат Кушхова                                        |
| 23 августа  | Брауншвейг, Германия $10,000 — Грунт Турнир 2010                            | Аминат Кушхова Ольга Панова 6-3, 6-0                               | Антония Лоттнер Яна Набель                            |
| 23 августа  | Буэнос-Айрес, Аргентина $10,000 — Грунт Турнир 2010                         | Майлен Ору 6-2, 7-5                                                | Ванеса Фурланетто                                     |
| 23 августа  | Буэнос-Айрес, Аргентина $10,000 — Грунт Турнир 2010                         | Майлен Ору Карен Эмилия Кастибланко Дуарте 7-5, 6-0                | Эстефания Доннет Карла Лусеро                         |
| 23 августа  | Добой, Босния и Герцеговина $10,000 — Грунт Турнир 2010                     | Зузана Злохова 7-6(4), 7-5                                         | Ясмина Кайтазович                                     |
| 23 августа  | Добой, Босния и Герцеговина $10,000 — Грунт Турнир 2010                     | Ясмина Кайтазович Зузана Злохова 6-1, 6-2                          | Александра Дамаскин Анна Цая                          |
| 23 августа  | Энсхеде, Нидерланды $10,000 — Грунт Турнир 2010                             | Бибиана Схофс 6-1, 6-2                                             | Никола Гойер                                          |
| 23 августа  | Энсхеде, Нидерланды $10,000 — Грунт Турнир 2010                             | Ольга Брозда Наталья Колат 6-1, 6-3                                | Каролина Даниэльс Юлия Вахачик                        |
| 23 августа  | Пёрчах-ам-Вёртерзе, Австрия $10,000 — Грунт Турнир 2010                     | Джулия Майр 6-3, 6-1                                               | Эвелин Майр                                           |
| 23 августа  | Пёрчах-ам-Вёртерзе, Австрия $10,000 — Грунт Турнир 2010                     | Эвелин Майр Джулия Майр 6-4, 6-1                                   | Далила Якупович Вивьенн Виерин                        |
| 23 августа  | Прага, Чехия $10,000 — Грунт Турнир 2010                                    | Михаэла Похабова 7-5, 7-5                                          | Луция Кригсманнова                                    |
| 23 августа  | Прага, Чехия $10,000 — Грунт Турнир 2010                                    | Ивета Герлова Луция Кригсманнова 6-1, 6-3                          | Зузана Лукнарова Карин Моргосова                      |
| 23 августа  | Сайтама, Япония $10,000 — Хард Турнир 2010                                  | Сюй Вэньсинь 6-1, 1-6, 6-3                                         | Дуань Инъин                                           |
| 23 августа  | Сайтама, Япония $10,000 — Хард Турнир 2010                                  | Акари Иноуэ Котоми Такахата 6-3, 6-3                               | Кумико Иидзима Акико Ёнэмура                          |
| 23 августа  | Сан-Луис-Потоси, Мексика $10,000 — Хард Турнир 2010                         | Макол Харкинс 6-1, 6-4                                             | Александра Хабибулина                                 |
| 23 августа  | Сан-Луис-Потоси, Мексика $10,000 — Хард Турнир 2010                         | Макол Харкинс Николь Роттманн 6-1, 6-4                             | Андреа Бенитес Надя Эчеверрия Алам                    |
| 23 августа  | Винковцы, Хорватия $10,000 — Грунт Турнир 2010                              | Река-Луца Яни 6-2, 6-4                                             | Зузана Лингова                                        |
| 23 августа  | Винковцы, Хорватия $10,000 — Грунт Турнир 2010                              | Река-Луца Яни Ралука Елена Платон 6-3, 6-0                         | Индире Акики Зузана Лингова                           |
| 23 августа  | Ванферсее-Боле, Бельгия $10,000 — Грунт Турнир 2010                         | Аннализа Бона 6-0, 6-1                                             | Ники ван Дейк                                         |
| 23 августа  | Ванферсее-Боле, Бельгия $10,000 — Грунт Турнир 2010                         | Диана Энаке Ализе Лим 6-0, 6-3                                     | Галли де Ваэль Фатима Эль Аллами                      |
| 23 августа  | EmblemHealth Bronx Open Бронкс, Нью-Йорк, США $100,000+H — Хард Турнир 2010 | Анна Чакветадзе 4-6, 6-2, 6-2                                      | София Арвидссон                                       |
| 23 августа  | EmblemHealth Bronx Open Бронкс, Нью-Йорк, США $100,000+H — Хард Турнир 2010 | Кристина Барруа Ивонн Мойсбургер 1-6, 6-4, [15-13]                 | Натали Грандин Абигейл Спирс                          |
| 30 августа  | Балш, Румыния $10,000 — Грунт Турнир 2010                                   | Михаэла Бузарнеску 6-3, 6-2                                        | Александра Каданцу                                    |
| 30 августа  | Балш, Румыния $10,000 — Грунт Турнир 2010                                   | Александра Каданцу Александра Дамаскин 6-3, 7-5                    | Мартина Гледачева Валентина Сульпицио                 |
| 30 августа  | Бассано-дель-Граппа, Италия $10,000 — Грунт Турнир 2010                     | Паола Чигуй 6-4, 6-1                                               | Тина Шихтль                                           |
| 30 августа  | Бассано-дель-Граппа, Италия $10,000 — Грунт Турнир 2010                     | Федерика Грациосо Вивьенн Виерин 6-1, 6-3                          | Джулия Гаспарри Вердяна Верарди                       |
| 30 августа  | Брчко, Босния и Герцеговина $10,000 — Грунт Турнир 2010                     | Зузана Злохова 6-4, 6-4                                            | Зузана Лингова                                        |
| 30 августа  | Брчко, Босния и Герцеговина $10,000 — Грунт Турнир 2010                     | Эма Бургич Ясмина Кайтазович 6-3, 6-3                              | Патрича Киря Маргарита Лазарева                       |
| 30 августа  | Гливице, Польша $10,000 — Грунт Турнир 2010                                 | Паула Каня 7-6(2), 3-6, 7-5                                        | Анна Коженяк                                          |
| 30 августа  | Гливице, Польша $10,000 — Грунт Турнир 2010                                 | Юстина Егёлка Катажина Кава 6-2, 7-6(4)                            | Ольга Брозда Вероника Домагала                        |
| 30 августа  | Стамбул, Турция $10,000 — Хард Турнир 2010                                  | Аннализа Бона 6-2, 6-2                                             | Лаура-Иоана Андрей                                    |
| 30 августа  | Стамбул, Турция $10,000 — Хард Турнир 2010                                  | Малу Эйдесгард Ксения Палкина 6-4, 6-4                             | Галли де Ваэль Янина Толян                            |
| 30 августа  | Мидделбург, Нидерланды $10,000 — Грунт Турнир 2010                          | Ангелика ван дер Мет 6-1, 6-3                                      | Лесли Керкхове                                        |
| 30 августа  | Мидделбург, Нидерланды $10,000 — Грунт Турнир 2010                          | Кверина Лемойне Сабина ван дер Сар 6-1, 6-0                        | Бернис ван дер Вельде Ангелика ван дер Мет            |
| 30 августа  | Мольерусса, Испания $10,000 — Хард Турнир 2010                              | Эстрелья Кабеса-Кандела 6-2, 6-4                                   | Евгения Криворучко                                    |
| 30 августа  | Мольерусса, Испания $10,000 — Хард Турнир 2010                              | Евгения Криворучко Надя Лалами 6-3, 5-7, [10-8]                    | Аминат Кушхова Ольга Панова                           |
| 30 августа  | Осиек, Хорватия $10,000 — Грунт Турнир 2010                                 | Конни Перрен 7-6(10), 4-6, 6-1                                     | Река-Луца Яни                                         |
| 30 августа  | Осиек, Хорватия $10,000 — Грунт Турнир 2010                                 | Река-Луца Яни Мартина Кубичикова 6-1, 6-1                          | Петра Сунич Наташа Зорич                              |
| 30 августа  | Санта-Фе, Аргентина $10,000 — Грунт Турнир 2010                             | Камила Силва 1-6, 6-3, 7-6(7)                                      | Ванеса Фурланетто                                     |
| 30 августа  | Санта-Фе, Аргентина $10,000 — Грунт Турнир 2010                             | Карен Эмилия Кастибланко Дуарте Камила Силва 4-6, 6-3, [10-6]      | Татьяна Буа Аранса Салют                              |
| 30 августа  | Цукуба, Япония $25,000 — Хард Турнир 2010                                   | Ноппаван Летчивакан 6-4, 6-1                                       | Сихо Акита                                            |
| 30 августа  | Цукуба, Япония $25,000 — Хард Турнир 2010                                   | Кумико Иидзима Акико Ёнэмура 4-6, 7-6(6), [10-7]                   | Чжань Цзиньвэй Чэнь И                                 |

### Сентябрь
| Дата начала | Турнир                                                                                | Чемпионки (Счёт финала)                                 | Финалистки                                        |
| ----------- | ------------------------------------------------------------------------------------- | ------------------------------------------------------- | ------------------------------------------------- |
| 6 сентября  | Буэнос-Айрес, Аргентина $10,000 — Грунт Турнир 2010                                   | Ванеса Фурланетто 6-3, 6-2                              | Карла Лусеро                                      |
| 6 сентября  | Буэнос-Айрес, Аргентина $10,000 — Грунт Турнир 2010                                   | Лусиана Сарменти Эмилия Йорио 7-5, 6-1                  | Флоренсия ди Бьязи Вероника Спигель               |
| 6 сентября  | Казале-Монферрато, Италия $10,000 — Грунт Турнир 2010                                 | Федерика ди Сарра 6-3, 6-4                              | Эрика Дзанкетта                                   |
| 6 сентября  | Казале-Монферрато, Италия $10,000 — Грунт Турнир 2010                                 | Федерика ди Сарра Джулия Габба 6-2, 6-2                 | Федерика Грациозо Вивьенн Виерин                  |
| 6 сентября  | Лариса, Греция $10,000 — Хард Турнир 2010                                             | Александра Артамонова 4-6, 6-2, 7-5                     | Офри Ланкри                                       |
| 6 сентября  | Лариса, Греция $10,000 — Хард Турнир 2010                                             | Александра Артамонова Диана Марцинкевич 6-1, 6-1        | Клаудиа-Джанина Думитреску Диана Исаева           |
| 6 сентября  | Мадрид, Испания $10,000 — Хард Турнир 2010                                            | Марта Сироткина 4-6, 6-4, 6-4                           | Наоми Броуди                                      |
| 6 сентября  | Мадрид, Испания $10,000 — Хард Турнир 2010                                            | Наоми Броуди Эмили Уэбли-Смит 6-2, 6-3                  | Дженнифер Рен Марта Сироткина                     |
| 6 сентября  | Сараево, Босния и Герцеговина $10,000 — Грунт Турнир 2010                             | Ани Миячика 6-1, 6-2                                    | Виктория Томова                                   |
| 6 сентября  | Сараево, Босния и Герцеговина $10,000 — Грунт Турнир 2010                             | Яна Бучина Полина Родионова 7-6(5), 2-6, [10-5]         | Матея Цутура Ани Миячика                          |
| 6 сентября  | Алфен-ан-ден-Рейн, Нидерланды $25,000 — Грунт Турнир 2010                             | Юлия Шруфф 6-0, 6-3                                     | Ирэна Павлович                                    |
| 6 сентября  | Алфен-ан-ден-Рейн, Нидерланды $25,000 — Грунт Турнир 2010                             | Даниэлла Хармсен Бибиана Схофс 6-3, 6-2                 | Ксения Лыкина Ирэна Павлович                      |
| 6 сентября  | Кэрнс, Австралия $25,000 — Хард Турнир 2010                                           | Ана-Клара Дуарте 6-3, 3-6, 6-2                          | Ноппаван Летчивакан                               |
| 6 сентября  | Кэрнс, Австралия $25,000 — Хард Турнир 2010                                           | Тамми Паттерсон Оливия Роговска 6-3, 7-6(3)             | Тайра Кальдервуд Ноппаван Летчивакан              |
| 6 сентября  | Денен, Франция $25,000 — Грунт Турнир 2010                                            | Анаис Лорендон 6-3, 7-5                                 | Стефани Коэн-Алоро                                |
| 6 сентября  | Денен, Франция $25,000 — Грунт Турнир 2010                                            | Надежда Гуськова Марина Заневская 6-2, 6-0              | Эвелин Майр Джулия Майр                           |
| 6 сентября  | Катовице, Польша $25,000 — Грунт Турнир 2010                                          | Магда Линетт 3-6, 6-2, 6-2                              | Ева Бирнерова                                     |
| 6 сентября  | Катовице, Польша $25,000 — Грунт Турнир 2010                                          | Ольга Брозда Наталья Колат 6-3, 6-3                     | Катажина Питер Барбара Собашкевич                 |
| 6 сентября  | Ното, Япония $25,000 — Ковёр Турнир 2010                                              | Тамарин Танасугарн 7-5, 6-2                             | Нуднида Луангнам                                  |
| 6 сентября  | Ното, Япония $25,000 — Ковёр Турнир 2010                                              | Рика Фудзивара Тамарин Танасугарн 6-3, 6-3              | Сюко Аояма Акари Иноуэ                            |
| 6 сентября  | Международный теннисный турнир в Пьемонте Бьелла, Италия $100,000 — Грунт Турнир 2010 | Рената Ворачова 6-4, 6-2                                | Зузана Ондрашкова                                 |
| 6 сентября  | Международный теннисный турнир в Пьемонте Бьелла, Италия $100,000 — Грунт Турнир 2010 | Мария Корытцева Иоана Ралука Олару 7-5, 6-4             | Андрея Клепач Орели Веди                          |
| 13 сентября | Каракас, Венесуэла $10,000 — Хард Турнир 2010                                         | Адриана Перес 6-3, 6-1                                  | Андрея Гамис                                      |
| 13 сентября | Каракас, Венесуэла $10,000 — Хард Турнир 2010                                         | Галли де Ваэль Николь Роттманн 6-2, 1-6, [10-4]         | Андрея Гамис Адриана Перес                        |
| 13 сентября | Итапема, Бразилия $10,000 — Грунт Турнир 2010                                         | Роксана Вайсемберг 6-0, 6-0                             | Мари-Элис Касарес                                 |
| 13 сентября | Итапема, Бразилия $10,000 — Грунт Турнир 2010                                         | Моника Альбукерке Роксана Вайсемберг 6-3, 6-3           | Мария-Фернанда Алвес Наталья Ченг                 |
| 13 сентября | Киото, Япония $10,000 — Ковёр Турнир 2010                                             | Махо Кодзава 7-5, 6-2                                   | Нуднида Луангнам                                  |
| 13 сентября | Киото, Япония $10,000 — Ковёр Турнир 2010                                             | Кадзуса Ито Томоко Тайра 6-3, 6-3                       | Аюми Ока Каори Ониси                              |
| 13 сентября | Лерида, Испания $10,000 — Грунт Турнир 2010                                           | Эликсан Лешемия 7-6(3), 6-1                             | Надя Лалами                                       |
| 13 сентября | Лерида, Испания $10,000 — Грунт Турнир 2010                                           | Ульрикке Эйкери Каролин Роде-Моэ 7-5, 5-0 — отказ       | Аликс Колломбон Жессика Жинье                     |
| 13 сентября | Митилини, Греция $10,000 — Хард Турнир 2010                                           | Деспина Папамихаил 3-6, 6-3, 7-5                        | Анна Цая                                          |
| 13 сентября | Митилини, Греция $10,000 — Хард Турнир 2010                                           | Чен Астрого Керен Шломо 6-1, 6-3                        | Башак Эрайдын Диана Исаева                        |
| 13 сентября | Дарвин, Австралия $25,000 — Хард Турнир 2010                                          | Оливия Роговска 6-2, 2-6, 6-0                           | Наоми Кавадей                                     |
| 13 сентября | Дарвин, Австралия $25,000 — Хард Турнир 2010                                          | Кумико Иидзима Юрика Сэма 6-4, 6-1                      | Алёнка Губачек Тамми Паттерсон                    |
| 13 сентября | Подгорица, Черногория $25,000 — Грунт Турнир 2010                                     | Ирина-Камелия Бегу 6-1, 6-1                             | Аннализа Бона                                     |
| 13 сентября | Подгорица, Черногория $25,000 — Грунт Турнир 2010                                     | Ирина-Камелия Бегу Михаэла Бузарнеску 5-7, 7-5, [12-10] | Валерия Соловьёва Марина Заневская                |
| 13 сентября | Реддинг, США $25,000 — Хард Турнир 2010                                               | Джейми Хэмптон 3-6, 6-1, 6-4                            | Елена Панджич                                     |
| 13 сентября | Реддинг, США $25,000 — Хард Турнир 2010                                               | Кристина Фузано Ясмин Шнак 6-2, 3-6, [10-6]             | Ким-Эн Нгуен Елена Панджич                        |
| 13 сентября | Загреб, Хорватия $25,000 — Грунт Турнир 2010                                          | Рената Ворачова 6-1, 4-6, 6-4                           | Магда Линетт                                      |
| 13 сентября | Загреб, Хорватия $25,000 — Грунт Турнир 2010                                          | Майлен Ору Наташа Зорич 7-5, 5-7, [14-12]               | Ани Миячика Ана Врлич                             |
| 13 сентября | Местре, Италия $50,000 — Грунт Турнир 2010                                            | Зузана Ондрашкова 6-3, 6-3                              | Луция Градецкая                                   |
| 13 сентября | Местре, Италия $50,000 — Грунт Турнир 2010                                            | Клаудиа Джовине Карин Кнапп 6-7(6), 7-5, [13-11]        | Ева Бирнерова Андрея Клепач                       |
| 13 сентября | Allianz Cup София, Болгария $100,000 — Грунт Турнир 2010                              | Матильда Юханссон 6-4, 3-1 — отказ                      | Карла Суарес Наварро                              |
| 13 сентября | Allianz Cup София, Болгария $100,000 — Грунт Турнир 2010                              | Элени Данилиду Ясмин Вёр 6-3, 6-4                       | Сандра Клеменшиц Татьяна Малек                    |
| 20 сентября | Алжир, Алжир $10,000 — Грунт Турнир 2010                                              | Фатима Эль Аллами 6-1, 6-4                              | Зузана Лингова                                    |
| 20 сентября | Алжир, Алжир $10,000 — Грунт Турнир 2010                                              | Софи Корнеротт Маркелла Кук 7-6(3), 6-2                 | Кристина Казимова Надя Лалами                     |
| 20 сентября | Каракас, Венесуэла $10,000 — Хард Турнир 2010                                         | Андреа Гамис 1-6, 6-4, 7-5                              | Адриана Перес                                     |
| 20 сентября | Каракас, Венесуэла $10,000 — Хард Турнир 2010                                         | Галли де Ваэль Николь Роттманн 6-6, 6-1                 | Микель Ирасуста Мария Паула Риберо                |
| 20 сентября | Мадрид, Испания $10,000 — Хард Турнир 2010                                            | Катарина Холберт 3-6, 6-3, 6-2                          | Сильвия Гарсия Хименес                            |
| 20 сентября | Мадрид, Испания $10,000 — Хард Турнир 2010                                            | Лена-Мари Хофманн Янина Толян 7-6(6), 7-5               | Лаура Аполоаса Мирадевилья Ивонн Каваль-Реймерс   |
| 20 сентября | Масатлан, Мексика $10,000 — Хард Турнир 2010                                          | Насари Урбина 6-4, 6-3                                  | Ясмин Шнак                                        |
| 20 сентября | Масатлан, Мексика $10,000 — Хард Турнир 2010                                          | Ивана Кинг Ясмин Шнак 6-4, 3-6, [10-5]                  | Явна Аллен Моника Невеклоска                      |
| 20 сентября | Можи-дас-Крузис, Бразилия $10,000 — Грунт Турнир 2010                                 | Роксана Вайсемберг 6-2, 6-3                             | Карла Лусеро                                      |
| 20 сентября | Можи-дас-Крузис, Бразилия $10,000 — Грунт Турнир 2010                                 | Флавия Гимараес Буэно Беатрис Хаддад Майя 6-1, 6-3      | Мария-Фернанда Алвес Наташа Лотуффо               |
| 20 сентября | Нови-Сад, Сербия $10,000 — Грунт Турнир 2010                                          | Ана Йованович 6-2, 6-3                                  | Ингрид-Александра Раду                            |
| 20 сентября | Нови-Сад, Сербия $10,000 — Грунт Турнир 2010                                          | Яна Яндова Мартина Кубичикова 6-7(4), 6-4, [11-9]       | Лидия Морозова Екатерина Яковлева                 |
| 20 сентября | Салоники, Греция $10,000 — Грунт Турнир 2010                                          | Анастасия Мухаметова 1-6, 6-1, 6-3                      | Башак Эрайдын                                     |
| 20 сентября | Салоники, Греция $10,000 — Грунт Турнир 2010                                          | Ким-Алице Грайлек Анастасия Мухаметова 6-2, 6-3         | Чен Астрого Керен Шломо                           |
| 20 сентября | Алис-Спрингс, Австралия $25,000 — Хард Турнир 2010                                    | Саша Джонс 5-7, 6-3, 6-3                                | Ана-Клара Дуарте                                  |
| 20 сентября | Алис-Спрингс, Австралия $25,000 — Хард Турнир 2010                                    | Эрика Сэма Юрика Сэма 7-5, 6-1                          | Элисон Бэй Эмелин Старр                           |
| 20 сентября | Бухарест, Румыния $25,000 — Грунт Турнир 2010                                         | Мэдэлина Гожня 6-4, 6-4                                 | Кристина Кучова                                   |
| 20 сентября | Бухарест, Румыния $25,000 — Грунт Турнир 2010                                         | Ирина-Камелия Бегу Елена Богдан 6-1, 6-3                | Летисия Костас Морейра Ева Фернандес Брюгес       |
| 20 сентября | Фоджа, Италия $25,000 — Грунт Турнир 2010                                             | Лаура Поус-Тио 3-6 6-3 6-4                              | Мария-Тереса Торро-Флор                           |
| 20 сентября | Фоджа, Италия $25,000 — Грунт Турнир 2010                                             | Мария Иригойен Флоренсия Молинеро 6-2, 6-2              | Эстрелья Кабеса Кандела Лаура Поус-Тио            |
| 20 сентября | Макинохара, Япония $25,000 — Ковёр Турнир 2010                                        | Кумико Иидзима 6-1, 6-2                                 | Сихо Акита                                        |
| 20 сентября | Макинохара, Япония $25,000 — Ковёр Турнир 2010                                        | Лу Цзясян Лу Цзяцзин 7-5, 1-6, [11-9]                   | Гао Шаоюань Ван Цян                               |
| 20 сентября | Телави, Грузия $25,000 — Грунт Турнир 2010                                            | Мелани Клаффнер 3-6, 6-0, 3-0 — отказ                   | Ирина Бурячок                                     |
| 20 сентября | Телави, Грузия $25,000 — Грунт Турнир 2010                                            | Вероника Капшай Агнеш Сатмари 6-1, 2-6, [10-8]          | Оксана Калашникова Мелани Клаффнер                |
| 20 сентября | Сагеней, Канада $50,000 — Хард Турнир 2010                                            | Ребекка Марино 6-4, 6-7(4), 7-6(5)                      | Алисон Риск                                       |
| 20 сентября | Сагеней, Канада $50,000 — Хард Турнир 2010                                            | Хорхелина Краверо Стефани Форетц Гакон 6-3, 6-4         | Хейди Эль Табах Ребекка Марино                    |
| 20 сентября | Coleman Vision Tennis Championships Альбукерке, США $75,000 — Хард Турнир 2010        | Мирьяна Лучич 6-1, 6-4                                  | Линдсей Ли-Уотерс                                 |
| 20 сентября | Coleman Vision Tennis Championships Альбукерке, США $75,000 — Хард Турнир 2010        | Линдсей Ли-Уотерс Меган Мултон-Леви 2-6, 6-3, [10-8]    | Абигейл Спирс Машона Вашингтон                    |
| 20 сентября | AEGON GB Pro-Series Shrewsbury Шрусбери, Великобритания $75,000 — Хард(I) Турнир 2010 | Ева Бирнерова 7-6(1), 3-6, 6-0                          | Энн Кремер                                        |
| 20 сентября | AEGON GB Pro-Series Shrewsbury Шрусбери, Великобритания $75,000 — Хард(I) Турнир 2010 | Виталия Дьяченко Ирэна Павлович 4-6, 6-4, [10-6]        | Клер Фёэрстен Весна Манасиева                     |
| 20 сентября | Open GDF Suez de Bretagne Сен-Мало, Франция $100,000+H — Грунт Турнир 2010            | Ромина Опранди 6-2, 2-6, 6-2                            | Ализе Корне                                       |
| 20 сентября | Open GDF Suez de Bretagne Сен-Мало, Франция $100,000+H — Грунт Турнир 2010            | Петра Цетковская Луция Градецкая 6-4, 6-2               | Мария Корытцева Иоана Ралука Олару                |
| 27 сентября | Алжир, Алжир $10,000 — Грунт Турнир 2010                                              | Маркелла Кук 6-4 6-4                                    | Фатима Эль Аллами                                 |
| 27 сентября | Алжир, Алжир $10,000 — Грунт Турнир 2010                                              | Фатима Эль Аллами Маркелла Кук 6-0 6-1                  | Кристина Казимова Надя Лалами                     |
| 27 сентября | Амелия-Айленд, США $10,000 — Грунт Турнир 2010                                        | Лорен Херринг 6-2 6-3                                   | Кэтрин Харрисон                                   |
| 27 сентября | Амелия-Айленд, США $10,000 — Грунт Турнир 2010                                        | Элизабет Люмпкин Стори Твиди-Ейтс 7-5 6-4               | Александра Хейни Кендал Вудард                    |
| 27 сентября | Анталия, Турция $10,000 — Грунт Турнир 2010                                           | Виктория Каменская 6-3 6-0                              | Зузана Залабска                                   |
| 27 сентября | Анталия, Турция $10,000 — Грунт Турнир 2010                                           | Виктория Каменская Ксения Кириллова 6-7(10) 6-3 [10-3]  | Джулия Гаспарри Вердьяна Верарди                  |
| 27 сентября | Аружа, Бразилия $10,000 — Грунт Турнир 2010                                           | Тельяна Перейра 4-6 6-4 6-1                             | Ванеса Фурланетто                                 |
| 27 сентября | Аружа, Бразилия $10,000 — Грунт Турнир 2010                                           | Карла Лусеро Эмилия Йорио 6-4 4-6 [10-8]                | Карен Эмилия Кастибланко Дуарте Ванеса Фурланетто |
| 27 сентября | Селая, Мексика $10,000 — Грунт Турнир 2010                                            | Андреа Бенитес 6-0 1-1 — отказ                          | Элизабет Феррис                                   |
| 27 сентября | Селая, Мексика $10,000 — Грунт Турнир 2010                                            | Томоко Докэй Хироми Окадзаки 3-6 6-3 [10-7]             | Элизабет Феррис Николь Робинсон                   |
| 27 сентября | Чампино, Италия $10,000 — Грунт Турнир 2010                                           | Мартина Карегаро 6-3 6-3                                | Диана Энаке                                       |
| 27 сентября | Чампино, Италия $10,000 — Грунт Турнир 2010                                           | Диана Энаке Валентина Сульпицио 6-4 6-4                 | Стефания Кьеппа Мартина Гледачева                 |
| 27 сентября | Джакарта, Индонезия $10,000 — Хард Турнир 2010                                        | Сэнди Гумуля 6-3 6-0                                    | Катрин Вестбёри                                   |
| 27 сентября | Джакарта, Индонезия $10,000 — Хард Турнир 2010                                        | Аю-Фани Дамаянти Джесси Ромпис 6-0 6-0                  | Пеангтарн Плипыч Лайли Рахмавати Ульфа            |
| 27 сентября | Порту, Португалия $10,000 — Грунт Турнир 2010                                         | Гейл Бродски 7-5 6-1                                    | Каролина Новак                                    |
| 27 сентября | Порту, Португалия $10,000 — Грунт Турнир 2010                                         | Ульрикке Эйкери Лена-Мари Хофманн 7-6(4) 6-7(5) [10-5]  | Гейл Бродски Александра Рили                      |
| 27 сентября | Буча, Украина $25,000 — Грунт Турнир 2010                                             | Валентина Ивахненко 6-2 2-0 — отказ                     | Оксана Любцова                                    |
| 27 сентября | Буча, Украина $25,000 — Грунт Турнир 2010                                             | Юлия Калабина Татьяна Котельникова 6-4 7-5              | Валентина Ивахненко Анастасия Литовченко          |
| 27 сентября | Клермон-Ферран, Франция $25,000 — Хард Турнир 2010                                    | Ивана Лисяк 6-4 6-1                                     | Ирина Курьянович                                  |
| 27 сентября | Клермон-Ферран, Франция $25,000 — Хард Турнир 2010                                    | Юлия Федосова Ирина Курьянович 7-6(5) 6-3               | Эликсан Лешемия Ализе Лим                         |
| 27 сентября | Хамамацу, Япония $25,000 — Ковёр Турнир 2010                                          | Кумико Иидзима 6-7(4) 6-2 6-4                           | Эрика Сэма                                        |
| 27 сентября | Хамамацу, Япония $25,000 — Ковёр Турнир 2010                                          | Кумико Иидзима Эрика Сэма 6-2 6-1                       | Гао Шаоюань Аяка Маэкава                          |
| 27 сентября | Хельсинки, Финляндия $25,000 — Хард Турнир 2010                                       | Юлия Бейгельзимер 7-6(7) 6-0                            | Эмма Лайне                                        |
| 27 сентября | Хельсинки, Финляндия $25,000 — Хард Турнир 2010                                       | Кики Бертенс Ришел Хогенкамп 6-3 7-5                    | Юлия Бейгельзимер Кристина Младенович             |
| 27 сентября | Тбилиси, Грузия $25,000 — Грунт Турнир 2010                                           | Маргалита Чахнашвили 6-4 3-6 7-5                        | Татия Микадзе                                     |
| 27 сентября | Тбилиси, Грузия $25,000 — Грунт Турнир 2010                                           | Татия Микадзе София Шапатава 6-3 6-2                    | Паула Каня Жофия Шушаньи                          |
| 27 сентября | Открытый чемпионат Афин Афины, Греция $50,000 — Хард Турнир 2010                      | Элени Данилиду 6-4 6-1                                  | Лаура Поус-Тио                                    |
| 27 сентября | Открытый чемпионат Афин Афины, Греция $50,000 — Хард Турнир 2010                      | Виталия Дьяченко Ипек Шенолу Без игры                   | Элени Данилиду Петра Мартич                       |
| 27 сентября | Лас-Вегас, США $50,000 — Хард Турнир 2010                                             | Варвара Лепченко 6-2, 6-2                               | Сорана Кырстя                                     |
| 27 сентября | Лас-Вегас, США $50,000 — Хард Турнир 2010                                             | Линдсей Ли-Уотерс Меган Мултон-Леви 1-6 7-5 [10-4]      | Ирина Фалькони Мария Санчес                       |
| 27 сентября | Международный теннисный турнир в Нинбо Нинбо, Китай $100,000+H — Хард Турнир 2010     | Альберта Брианти 6-4, 6-4                               | Магдалена Рыбарикова                              |
| 27 сентября | Международный теннисный турнир в Нинбо Нинбо, Китай $100,000+H — Хард Турнир 2010     | Чжань Цзиньвэй Чэнь И 6-3, 3-6, [10-8]                  | Джилл Крейбас Ольга Савчук                        |